# Cantone di Monthois
Il Cantone di Monthois era una divisione amministrativa dell'arrondissement di Vouziers
A seguito della riforma approvata con decreto del 21 febbraio 2014, che ha avuto attuazione dopo le elezioni dipartimentali del 2015, è stato soppresso.

## Composizione
Comprendeva i comuni di:
- Ardeuil-et-Montfauxelles
- Aure
- Autry
- Bouconville
- Brécy-Brières
- Challerange
- Condé-lès-Autry
- Liry
- Manre
- Marvaux-Vieux
- Montcheutin
- Monthois
- Mont-Saint-Martin
- Saint-Morel
- Savigny-sur-Aisne
- Séchault
- Sugny
- Vaux-lès-Mouron